# Velvetina
Velvetina es el décimo sexto disco de Miguel Bosé, producido con la casa musical WEA y lanzado en 2005. Este disco es el álbum más personal de Miguel Bosé, habiendo contribuido con gran parte del concepto y las letras de las canciones, siendo también una producción muy cuidada, aunque no tanto como Por vos muero.

## Historia y grabación
Se trata de un álbum de tintes electrónicos compuesto y producido enteramente por el propio Miguel Bosé y Antonio Cortés, en el que se mezclan géneros como el dance, el trip hop o el chillout. Las canciones están cantandas en español, pero también se intercalan frases o palabras en inglés, francés, y portugués. Todo ello hace que sea uno de los discos más personales del autor y compositor.
El artista menciona que el nombre de este disco lo eligió al azar.
Para la composición de las trece canciones del disco el cantante decidió «escribir canciones que no estuviesen atadas a nada, ni a estructuras estándar», con sonidos y letras que él mismo tenía ganas de escuchar y que «no se daba por ningún lado» El trabajo de composición terminó en un año, «de otoño a otoño» en el estudio La Cuadra y según el propio cantante es su «apuesta más contundente y radical».

Velvetina es adorablemente lúcida. Velvetina es terca como un ñu. Velvetina va a ser mi chica durante los próximos años porque estoy loco de amor por ella.
Miguel Bosé, Entrevista en La Higuera

El diseño del álbum corre a cargo de David Delfín que conectó el mecanicismo de principios del siglo XX con el renacimiento de Leonardo Da Vinci.
En cuanto a la producción colabora en el disco Antonio Cortés que ya acompañara al cantante en la gira de su álbum Laberinto así como en el álbum Sereno. En contraposición a Por vos muero, Velvetina refleja una producción más sencilla donde solo trabajan dos personas.

El haber podido realizar este trabajo de manera casi íntegramente electrónica ha sido muy diferente y positivo en diversos aspectos [···] se ha conseguido una gran diversidad y riqueza en los sonidos, en los colores y los matices.
Antonio Cortés, Entrevista en La Higuera

### DVD
Acompaña a la edición especial en digipack un DVD con trece videoclips correspondientes a cada canción en las que los realizadores tuvieron plena libertad creativa. Miguel Bosé dejó en manos de jóvenes realizadores la tarea de confeccionar cada uno de los 13 videos (cada canción tiene el propio) con completa libertad de expresión, siendo el resultado polémico. Algunos videos causaron gran revuelo, como «Down with love», donde Nacho Vidal, reconocido actor porno en España y en las palabras de Bosé «alta y eficazmente didáctico», y una modelo japonesa muestran sus atributos, y «Ella dijo no», con un contenido que en varios países se consideró softcore al contener desnudos parciales y escenas de sexo no explícito.[cita requerida]

## Recepción
La crítica hacia el álbum es positiva en general, destacando el sonido electrónico que toman sus canciones en ese nuevo álbum. Los consumidores le dan más del aprobado siendo la nota más alta la 4.3/5.
Dris Alí de La Fonoteca realiza una crítica mixta hacia el álbum, diciendo de él que hay canciones que no llegan y otras que sí lo hacen, añadiendo que es tan osado como su anterior trabajo Por vos muero, pero que «no alcanza su soberbia.» Ramiro Burr de Amazon.com dice del álbum que une el synth pop de Human League con la frialdad de Depeche Mode, especialmente en «Hey Max». En Allmusic Rosalind Cummings-Yeates le otorga tres de cinco estrellas y destaca el estilo electrónico del álbum, pero dice que aunque «intrigará a los fans de Bosé, no creará ningún fan nuevo.»
Para la promoción de este álbum; Bosé realiza una gira por las principales ciudades de España y América Latina.

## Lista de canciones
Todas las canciones escritas y compuestas por Miguel Bosé y Antonio Cortés. 
| Velvetina |                        |              |          |  |
| N.º       | Título                 | Escritor(es) | Duración |  |
| 1.        | «Òjala ojalá»          |              | 4:43     |  |
| 2.        | «Aún más»              |              | 4:53     |  |
| 3.        | «No se trata de»       |              | 4:46     |  |
| 4.        | «Hey Max»              |              | 4:38     |  |
| 5.        | «Celeste amor»         |              | 4:21     |  |
| 6.        | «Ella dijo no»         |              | 4:42     |  |
| 7.        | «De la mano de Dios»   |              | 4:02     |  |
| 8.        | «La tropa del Rey»     |              | 4:51     |  |
| 9.        | «Verde canalla»        |              | 4:48     |  |
| 10.       | «Paro el horizonte»    |              | 3:39     |  |
| 11.       | «Down with love»       |              | 4:33     |  |
| 12.       | «Tu mano dirá»         |              | 4:42     |  |
| 13.       | «May Day»              |              | 4:35     |  |
| 14.       | «Ella dijo no (Remix)» |              | 7:47     |  |
| 50:31     |                        |              |          |  |

## Personal
- Miguel Bosé - producción de sonido, compositor, varios, voz, coros, autor
- Miguel Alcarria - dirección, realización
- Greg Alcol - dirección, realización
- Joan Lluis Arruga - dirección, realización
- Ian Cooper - mezclador
- Antonio Cortés - producción de audio, dirección, productor, realización, varios, coros, autor
- Jaume DeLaiguana - director, relaización
- Helen De Quiroga - coros

## Certificaciones
| País   | Organismo certificador | Certificación | Ventas certificadas | Ref    |
| ------ | ---------------------- | ------------- | ------------------- | ------ |
| México | AMPROFON               | Oro           | 50 000              | [ 14 ] |